# Jelena Vasilieva
Jelena Fjodorovna Vasilieva (Russisch: Елена Фёдоровна Васильева; geboortenaam: Корякина; Korjakina) (Sint-Petersburg, 1911 - Leningrad, 1980) was een basketbalspeler die uitkwam voor verschillende teams in de Sovjet-Unie. Ze werd Meester in de sport van de Sovjet-Unie in 1948.

## Carrière
Vasilieva begon haar carrière in 1934 bij GOLIFK Leningrad. Met GOLIFK werd ze derde om het Landskampioenschap van de Sovjet-Unie in 1937. Met Team Leningrad werd ze Landskampioen van de Sovjet-Unie in 1935. In 1934 en 1936 werd ze tweede. In 1939 verhuisde ze naar Spartak Leningrad. Na de Grote Vaderlandse Oorlog ging ze in 1944 spelen voor Boerevestnik Leningrad. In 1948 stopte ze met basketbal. Ze werkte als universitair docent aan de Afdeling Fysieke Cultuur en Sport van de faculteit Wiskunde en Mechanica van de Staatsuniversiteit van Leningrad.

## Erelijst
- Landskampioen Sovjet-Unie: 1
  - Winnaar: 1935
  - Tweede: 1934, 1936
  - Derde: 1937